# Polickie Łąki
Polickie Łąki – wyspa na Odrze w Policach w Dolinie Dolnej Odry; otoczona odnogami Domiążą, Cieśnicą, Łarpią i Polickim Nurtem.
Istniejące przeprawy mostowe na wyspę:
1. na ul. Goleniowskiej łącząca wyspę z Rynkiem Starego Miasta,
2. na osiedlu Mścięcino.

Dawniej na terenie wyspy znajdowały się nadodrzańskie osady Czapliniec (niem. Enge Oderkrug) i Bardo (niem. Schanze).
Przy brzegu wyspy podczas II wojny światowej ulokowano statek SS Bremerhaven – statek handlowy zamieniony na obóz dla niewolników pracujących w hitlerowskiej fabryce benzyny syntetycznej w Policach.
Na wyspie zlokalizowana jest część portu morskiego Police.
Na wyspach i terenach nadrzecznych występują łozowiska i trawiaste zbiorowiska roślinne. Przy brzegach wyspy występują grzybienie białe i trzcinowiska, będące siedliskiem wielu gatunków ptaków i ryb.

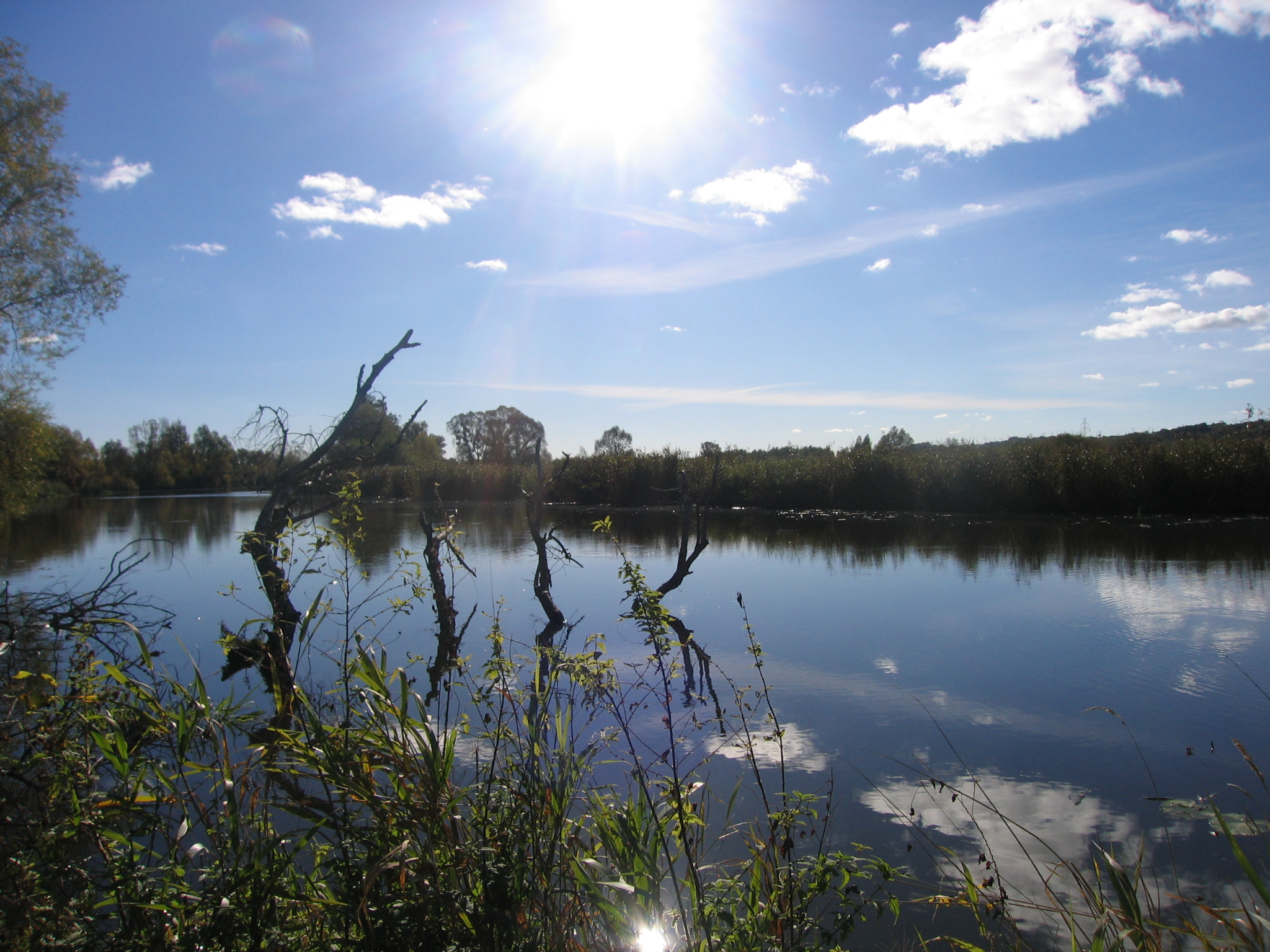
Odnoga Odry – Łarpia otaczająca wyspę Polickie Łąki w Policach
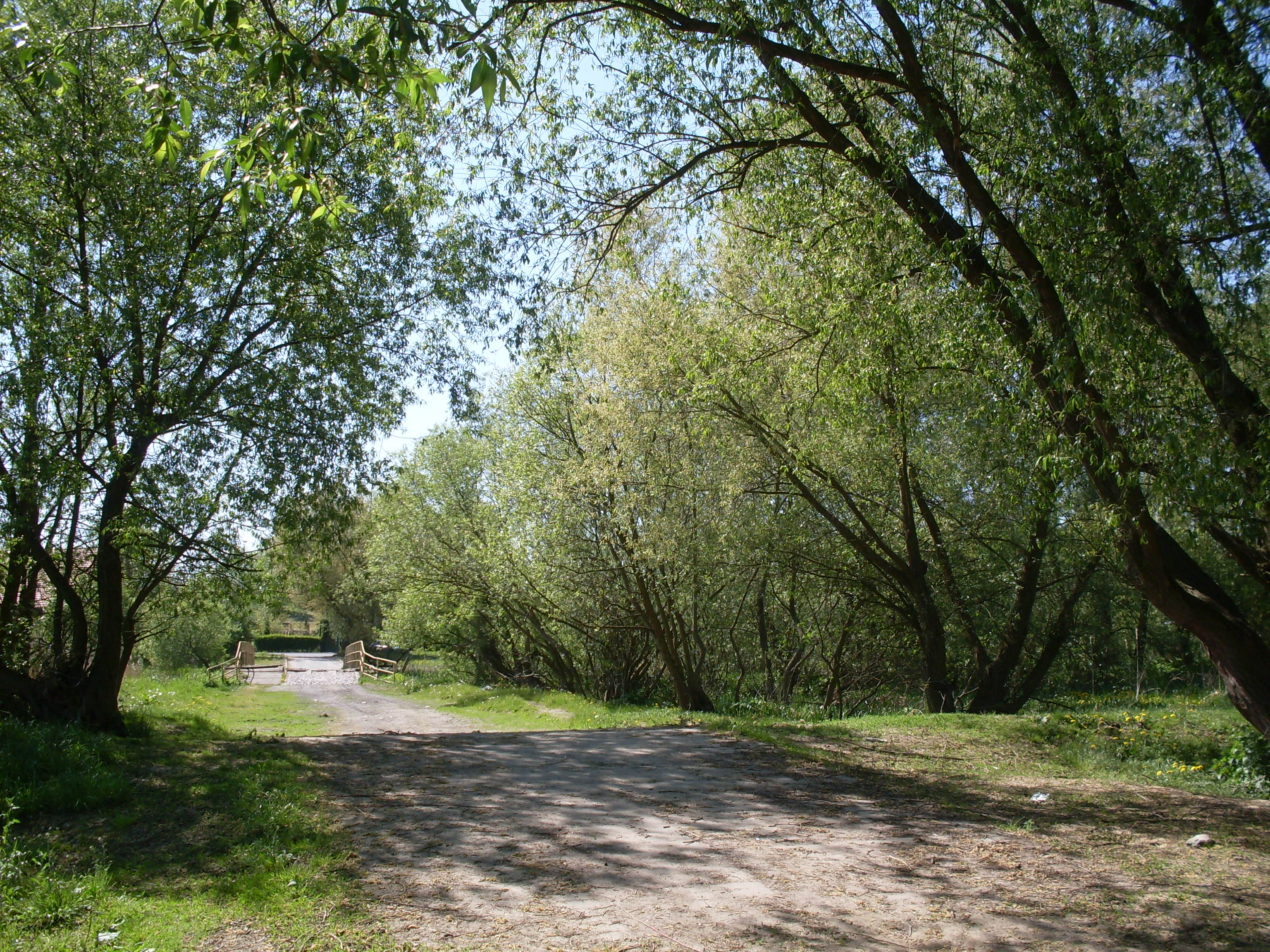
Polickie Łąki
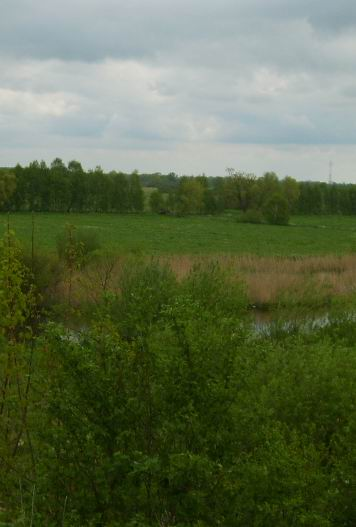
Odnoga Odry – Łarpia i wyspa Polickie Łąki w Dolinie Dolnej Odry w Policach

Do 1945 r. stosowano niemiecką nazwę Pölitzer Wiesen. W 1949 r. ustalono urzędowo polską nazwę Polickie Łąki.